# Бой при Санта-Виттории
Бой при Санта-Виттории (ит. Santa Vittoria) — столкновение 26 июля 1702 года во время Войны за испанское наследство между французскими войсками под командованием Луи Жозефа герцога Вандома и имперским кавалерийским отрядом генерала Аннибала Висконти.
К февралю 1702 года австрийская армия под командованием принца Евгения Савойского вытеснили французов за реку Адда. Нехватка денег, людей и припасов не позволила Савойскому в полной мере воспользоваться этим успехом. Он начал блокаду Мантуи, надеясь заморить ее голодом и заставить сдаться, а не брать штурмом. 
В начале марта Вандом принял командование от Вильруа, в феврале взятого в плен в Кремоне. Получив существенное усиление своей армии, Вандом предпринял серию маршей и контрмаршей, чтобы освободить Мантую. В июне к Вандому в Кремоне присоединился бурбонский претендент на испанский трон Филипп со своими войсками. Они разделили свои силы: Филипп осаждал города, удерживаемые имперцами, надеясь выманить Евгения Савойского подальше от Мантуи, в то время как Вандом выслеживал его в поисках возможности для атаки.
В начале июля Вандом достиг деревни Сисса; Филипп базировался южнее, в Кастельветро-ди-Модена. Затем две армии соединились в Кастельнуово. Предполагая, что они наступают на Гвасталлу, Савойский выделил три кавалерийских полка под командованием генерала Висконти для наблюдения за передвижениями французов, и вечером 23 июля австрийцы разбили лагерь в небольшой деревне Санта-Виттория, недалеко от современного Гуальтьери.
Услышав известие о присутствии Висконти в Санта-Виттории, Вандом собрал силы, состоящие из 20 эскадронов кавалерии и 24 рот пехоты (максимум 2700 кавалеристов и 1200 пехотинцев). Ему удалось добиться внезапности: его кавалерия прибыла поздно утром 26 июля, когда большая часть имперских лошадей паслась, а французы отрезали им путь отхода, захватив мост через реку Кростоло. Австрийцы быстро собрались и вступили в бой. Когда подошла французская пехота, Висконти был вынужден отступить. Имперцы потеряли большую часть своего обоза, но источники неясны относительно количества жертв: по одной из оценок, 1000 австрийцев против 200 французов.
Затем французы захватили Гвасталлу, затем Боргофорте, вытеснили принца Евгения из Мантуи, что привело к битве при Луццаре 15 августа.